# Olaf Jørgensen
Olaf Jørgensen (Farsund, 3 januari 1863-Drammen, 23 januari 1926) was een Noors componist en organist. 
Hij was gehuwd met Charlotte Iversen (Holmestrand 16 september 1869- Drammen, 16 juni 1949). De in Noorwegen bekende componist en organist Conrad Baden (Peter Konrad Krohn Baden; Baden zijnde de oudere familienaam; hij werd vernoemd naar de opa van zijn moeder) werd als derde kind uit dat huwelijk op 31 augustus 1908 geboren.
Jørgensen kreeg lessen aan de Organistskolen te Christiania. Hij werd daarna de organist van de Strømsø kirke te Drammen.
Werken:
- 1917: Festludium voor orgel (bij Oluf By)
- 1917: Sorgemarsch voor orgel of harmonium (bij Oluf By)
- Bøn (lied voor koor, bij Oluf By)
- Jesus og Synderen (lied voor koor, bij Oluf By)
- Juleklokken: Vaer glad, naar faren veier